# The Hero of Little Italy
The Hero of Little Italy er en amerikansk stumfilm fra 1913 af D. W. Griffith.

## Medvirkende
- Charles West som Joe
- Blanche Sweet som Maria
- Harry Carey som Tony
- Charles Hill Mailes
- Kate Toncray